# Can Casabona
Can Casabona és un edifici d'Olot (Garrotxa) protegit com a bé cultural d'interès local.

## Descripció
És un edifici característic de la plaça Major, amb un volum ample i golfes amb galeria porxada formada per quatre obertures amb arcs rebaixats. La façana té una composició simple amb tes eixos verticals i la degradació de les obertures, balconeres en planta primera i segona planta i finestres quadrades a la planta tercera de sotacoberta. Són interessants les decoracions a la planta noble, especialment la sala principal amb pintures que utilitzen elements d'estil classicista.